# تحيز جنسي متناقض
التحيز الجنسي المتناقض، إطار نظري يفترض أن للتحيز الجنسي مكونان فرعيان: «التحيز الجنسي العدواني» و«التحيز الجنسي الخيّر». يعكس التحيز الجنسي العدواني صراحةً التقييمات والصور النمطية السلبية حول النوع الاجتماعي (كالأفكار القائلة بأن المرأة غير كفؤة وأدنى من الرجل). يمثل التحيز الجنسي الخيّر تقييمات النوع الاجتماعي الإيجابية ذاتيًا (ذاتية للشخص الذي يضع التقييمات)، ولكنها تضر بالناس والمساواة بين الجنسين على نطاق أوسع (كالأفكار المتعلقة بحاجة النساء إلى حماية الرجال). درس علماء النفس أشكال التحيز العدوانية، كونها الجزء الأكبر، ومع ذلك، وجد المنظرون الذين يستخدمون الإطار النظري للتحيز الجنسي المتضاد، أدلة تجريبية واسعة النطاق لكلا النوعين. طُوّرت النظرية إلى حد كبير من قبل عالم النفس الاجتماعي بيتر جليك وعالمة النفس الاجتماعي سوزان فيسك.

## نظرة عامة
يعدّ التحيز الجنسي- مثل أشكال التحيز الأخرى- نوعًا من التحيز تجاه مجموعة من الناس. يستند التحيز الجنسي على تصورات أحد الأنواع الاجتماعية على أنه متفوق أو يتمتع بمكانة أعلى من الأنواع الأخرى في مجال معين، مما قد يؤدي إلى التمييز. أشارت الأبحاث إلى أن الصور النمطية المتعلقة بالأدوار الجندرية الملائمة اجتماعيًا للنساء والرجال، شكلت عاملًا محركًا لتعزيز التحيز الجنسي.
يشكل النظام الأبوي (البطريركي) والذي يُعرّف على أنه سلطة الرجال و«السيطرة الهيكلية على المؤسسات السياسية والقانونية والاقتصادية والدينية»، سمة من سمات التحيز الجنسي، ويرتبط بالمواقف العدائية تجاه النساء. تشير الأبحاث الأنثروبولوجية إلى انتشار النظام الأبوي في غالبية المجتمعات البشرية، إذ مورس التمييز ضد النساء، وجرى اضطهادهن وتهميشهن بشكل منهجي من قبل الرجال عبر التاريخ. يحافظ التحيز الجنسي على الهياكل الاجتماعية الأبوية ويعزز الأدوار الجندرية المفروضة.
يُنظر إلى التحيز الجنسي عادةً على أنه عداء يمارسه الرجال بحق النساء، إلا أنه يمكن لكل من النساء والرجال (وغالبًا ما يفعلون) تعزيز المعتقدات الجنسية تجاه بعضهم البعض وتجاه أنفسهم. يعبّر الرجال أحيانًا، عن مواقف متحيزة جنسيًا تجاه النساء أو الرجال، ويمكن للنساء التعبير عن مواقف متحيزة جنسيًا تجاه الرجال أو النساء. يحمل التحيز الجنسي عواقب سلبية لكل من الرجال والنساء، رغم أنه استضعف النساء بشكل رئيسي تاريخيًا. يمكن للأدوار الجندرية الصارمة أن تضر بكل من النساء والرجال، وأن تحد من الفرص وتعزز التحيز القائم على النوع الاجتماعي. سيكون التركيز في هذه المقالة على التحيز الجنسي تجاه النساء، لأنه أكثر صلة بتعريف التحيز الجنسي المتضاد ودراسته.
يقدم مفهوم التحيز الجنسي المتناقض إعادة صياغة مفاهيمية متعددة الأبعاد لوجهة النظر التقليدية المتعلقة بالتحيز الجنسي، ليشمل مواقف ذاتية، خيّرة ومعادية تجاه المرأة. تُستخدم كلمة «متناقض» لتفسير حالتي التحيز، إذ يتضمن هذا النوع من التحيز تقييمات سلبية وإيجابية تجاه النساء. شكلت إضافة الجانب الخيّر لتعريفات التحيز القائم على النوع الاجتماعي مساهمة كبيرة في دراسة التحيز الجنسي ومجال علم النفس. ركزت المفاهيم التقليدية للتحيز الجنسي بشكل شبه كامل على العداء العلني تجاه النساء، في حين اقترح المؤرخون وعلماء الأنثروبولوجيا والباحثين النسويين وعلماء النفس سابقًا أن التحيز الجنسي يتضمن تقييمات إيجابية وسلبية للنساء، فإن غالبية الأبحاث التجريبية في ذلك الوقت قيمت فقط التعبيرات العدائية للتحيز الجنسي.

## الإطار النظري
يؤكد كل من غليك وفيسك، أن كل من التحيز الجنسي العدواني والخيّر يكملان بعضهما البعض في تعزيز الأدوار الجندرية التقليدية، والحفاظ على الهياكل الاجتماعية الأبوية للمرأة باعتبارها تابعة للرجل. يتشارك كلا الشكلين من أشكال التحيز الجنسي في افتراض أن المرأة أقل منزلة ويجعلانها في مكانة اجتماعية أقل. يعكس التحيز الجنسي العدواني كراهية النساء «الميسوجينية» (أي كراهية الرجال للنساء)، ويُعبر عنها من خلال التقييمات السلبية الصارخة للمرأة. تشمل الأمثلة على التحيز الجنسي العدواني، المعتقدات حول المرأة على أنها غير كفؤة، وغير ذكية، وعاطفية بشكل مفرط، ومتلاعبة جنسيًا. يعكس التحيز الجنسي الخيّر تقييمات النساء التي تبدو إيجابية. تشمل الأمثلة على مواقف التحيز الجنسي الخيّرة، تبجيل المرأة في دور الزوجة والأم ورعاية الأولاد، وإضفاء الطابع الرومانسي على النساء كأشياء متعلقة بالعاطفة الزوجية، والاعتقاد بأن على الرجال حماية المرأة كواجب.
يبدو التحيّز الجنسي الخيّر لصالح المرأة ظاهر الأمر، لكنه يعبر عن معتقدات شديدة الإجحاف بالنسبة للمساواة بين الجنسين، كما يحد من الفرص الشخصية والمهنية والسياسية والاجتماعية للمرأة، إذ تشير التقييمات التي تبدو إيجابية ضمنًا إلى (أ) أن النساء ضعيفات وبحاجة إلى الحماية، (ب) وأنه لا ينبغي للمرأة أن تحيد عن الأدوار الجندرية التقليدية كأمهات ومسؤولات عن الرعاية، (ج) وأنه يجب على الرجال تعظيم المرأة في طهارتها الجنسية وتوافرها. يغفل الكثير من الأشخاص عن أن المعتقدات المرتبطة بالتحيز الجنسي الخيّر شكل من أشكال التحيز القائم على النوع الاجتماعي، إذ تبدو إيجابية ظاهريًا. قد ينظر كل من الرجال والنساء إلى التحيز الجنسي الخيّر على أنه يعزز الوضع الراهن، والذي قد يجده بعض الأفراد مريحًا. يمكن أن تشجع الأعراف الاجتماعية والثقافية المعتقدات المتحيزة جنسيًا بين النساء والرجال. يعدّ إقرار المروءة في العصر الحديث في التفاعلات بين النساء والرجال خير مثال على ذلك، إذ يمكن اعتبار إصرار الرجل على فتح الباب أو حمل الأشياء الثقيلة عن المرأة من التقاليد والآداب. نشأ ذلك التقليد من تمثيل المرأة تاريخيًا على أنها أضعف من الرجل. قد يجد الناس في هذه الحالات صعوبة في التمييز بين اللطف والتقاليد والتحيز الجنسي الخيّر، إذ يختلف الرجال والنساء غالبًا حول ضرورة اعتبار حادثة معينة متحيزة جنسيًا أو لا.
يميل كل من الرجال والنساء عمومًا إلى إظهار توافق أكبر في تصنيف التعبيرات المتطرفة والعلنية للتحيز الجنسي، ويسهل على الناس تحديد التحيز الجنسي العدواني كتعبير عن التحيز. يندر أن يُنظر للنساء من قبل الآخرين بطريقة عدوانية تمامًا أو خيّرة تمامًا. يبلغ الناس عن مستويات عالية من التحيز الجنسي الخيّر والعدواني في كثير من الأحيان. هناك اختلافات فردية في مستويات التحيز الجنسي الخيّر والعدواني، إذ يمكن اعتبار الشخص متحيزًا بشكل كبير بكلا الشكلين، أو بأحدهما، أو ليس بأي منهما، فالنساء لسن محميّات من تأييد المعتقدات الجنسية حول النساء. تدعم أبحاث مكثفة فكرة شيوع أن يدعم النساء والرجال مواقف التحيز الجنسي المتناقضة حول النساء. يجد الناس صعوبة في الاعتقاد بإمكانية تأييد الآخرين لشكلي التحيز الجنسي الخيّر والعدواني بنفس الوقت. تشير الأبحاث إلى أنه عندما يعرض على الأفراد ملفات تعريف رجل متحيز جنسيًا بشكل خيّر، ورجل يؤيد التحيز الجنسي العدواني، يصعب عليهم تصديق احتمالية أن يجسد شخص واحد كلا الشكلين من التحيز.